# Firmin Ngrebada
Firmin Ngrebada, né le 24 mai 1968 à Bangui, est un homme d'État centrafricain, Premier ministre du 25 février 2019 au 15 juin 2021. Cette nomination fait suite à la signature d'un accord de paix entre les autorités et les groupes armés.

## Biographie
Firmin Ngrebada passe le baccalauréat en 1988, puis il obtient une maitrise de droit public en 1994, à l'université de Bangui. Il intègre la fonction publique en octobre 1993 à l'Inspection du travail et des lois sociales.
Il devient le directeur de cabinet adjoint du professeur Faustin Archange Touadera lorsque celui-ci est Premier ministre de François Bozizé de 2008 à 2013. Il s'exile lors de la prise de pouvoir de la Séléka, en mars 2013, puis revient en Centrafrique en 2014. Il est un cadre du parti politique MCU (Mouvement Cœurs onis) proche du président Touadera dont il devient le directeur de cabinet. Il appartient de nouveau au cercle de Faustin-Archange Touadéra lors de la campagne présidentielle de 2016, et devient son directeur de cabinet le 1er avril 2016. Il est notamment le chef de délégation qui a conduit les négociations avec les groupes armés rebelles qui aboutira au Treizième accord de paix en Centrafrique, signé le 2 février 2019.
Après la démission du gouvernement Sarandji II et du Premier ministre Simplice Sarandji le 22 février 2019, Firmin Ngrebada est nommé le 25 février au poste de Premier ministre par le président Touadera, chargé de former un gouvernement d’union nationale avec les différentes composantes des groupes armés.
Le 10 juin 2021, Il remet sa démission au président de la République Faustin Archange Touadera, ainsi que celle de son gouvernement. Henri-Marie Dondra lui succède au poste de Premier ministre.
Firmin Ngrebada est député de Boali